# Lidérces órák
A Lidérces órák (eredeti cím: After Hours) 1985-ben bemutatott fekete komédia.  Rendezője Martin Scorsese.
Paul Hackett (Griffin Dunne), New York-i programozó egyik éjszaka szeretne hazajutni a lakásába, de ebben váratlan és kínos kalandok, félreértések akadályozzák meg.

## Cselekménye
|  | Alább a cselekmény részletei következnek! |

Paul Hackett (Griffin Dunne) szövegszerkesztő-programozó egy kávézóban véletlenül találkozik Marcy Franklinnel (Rosanna Arquette), mert a lány észreveszi, hogy a fiú Henry Miller Tropic of Cancer („Ráktérítő”) című könyvét olvassa, és megjegyzi, hogy „jó könyv”. Beszélgetni kezdenek, majd a lány hamarosan távozni készül. Elmondja, hogy egy barátnőjéhez megy, aki szobrász. Megadja a szobrász telefonszámát és nevét: Kiki Bridges (Linda Fiorentino). Marcy azt mondja neki, hogy a lány olyan szobrokat is készít, amik levélnehezéknek is jók. Paul hazaérve felhívja a megadott számot. Marcy megkérdezi Pault, nem menne-e át hozzájuk a SoHo-ba (New York bevásárlónegyede). Paul beleegyezik, bár ő a keleti parton lakik, már 3/4 12 van és neki reggel dolgoznia kell.
A taxisnak kikészíti a pénzt, egy húszdollárost, azonban a sofőr olyan vadul vezet, hogy a menetszél elfújja a pénzt. Paul ezt csak akkor tudja elmondani neki, amikor megérkeznek a megadott címre és a taxis 6 dollár 50-et kér. Amikor meghallja, hogy az utas nem tud fizetni, dühösen elhajt.
A lakásban csak a szobrász tartózkodik, aki pillanatnyilag is egy szobrot készít: egy emberformájú alakra újságpapírcsíkokat tapaszt, miután bevizezte őket. Paul Edvard Munch: A sikoly háromdimenziós megvalósításának nevezi a szobrot.
Marcy lement a gyógyszertárba valamiért. Kiki megkéri Pault, hogy folytassa a szobor készítését, majd nem sokkal később azt, hogy masszírozza meg, mert nagyon fáj a válla. Paul egy darabig masszírozza, közben elmeséli neki, hogy gyerekkorában a mandulaműtétje után égési sérültek szobájában helyezték el a kórházban, de előtte bekötötték a szemét. Amikor ahhoz a részhez ér, hogy éjszaka leselkedni akart, észreveszi, hogy Kiki már alszik és halkan hortyog. Nemsokára megérkezik Marcy. A lány beszélgetni akar, de előbb lefürdik.  Marcy azt javasolja, hogy igyanak meg valahol egy kávét. A lakásból kifelé menet Paul a szobron egy odaragadt húszdollárost fedez fel, de nem tudja elég gyorsan letépni róla. A zsebében csak némi aprópénz van. Egy közeli büfébe mennek, ahol Marcyt jól ismerik, de ők csak beszélgetnek, nem fogyasztják el a rendelésüket. Marcy elmeséli, hogy férjnél van, de férje csak három napig volt, és jelenleg Törökországban van.  Visszamennek a lakásba, a folyosón Paul megcsókolja Marcyt. A lány furcsán reagál, ezért Paul el akar köszönni, de aztán bemennek a lány szobájába. Amíg a lány átöltözik, és bekrémezi magát, mert „száraz a bőre”, Paul Marcy holmija között az Égési sérülések kezelése és rehabilitációja című szakkönyvet veszi észre, amibe belelapoz, és undorodva ledobja. Az a gyanúja támad, hogy Marcy is ilyen sérült lehet. Kéri tőle azt a „füves” cigarettát, amit Marcy korábban ígért neki. Pár szippantás után Paul kijelenti, hogy a cigi átverés volt. Ezen veszekedni kezdenek, és Paul felhánytorgatja neki, hogy nem látta a levélnehezéknek való szobrokat, amikről beszélt neki a kávézóban, erre a lány elrohan értük. Paul kihasználva az alkalmat, lelép a lakásból.
Kint közben eleredt az eső. Paul a földalattihoz megy, azonban annak árát közben felemelték 1,5 dollárra, nála pedig csak 97 cent van, ezért nem engedik be. Egy Terminal Bar nevű helyre tér be, ami még nyitva van. Szól a zenegép, de csak egy pár táncol. Rajtuk kívül csak a csapos és egy pincérnő van a helyiségben. A pincérnőnek elmondja (Julie – Teri Garr), hogy nem akar rendelni semmit, de szeretne ott maradni egy kicsit. A bár tulajdonosa (a csapos), Tom Schorr (John Heard) segítene rajta egy kis kölcsönnel, de nem tudja kinyitni a pénztárgépet. Mivel erre az üzlet miatt is szüksége lenne, ezért megkéri Pault, hogy menjen el a lakására a pénztárgép kulcsáért. Paul cserében otthagyja neki a saját lakáskulcsát. A bártulajdonos azért is aggódik, mert a környéken már négy lakásbetörés történt.
Útközben észrevesz két gyanús alakot, akik egy tévét és a szobrásznál látott szobrot próbálják bepakolni egy ütött-kopott teherautóba. Amikor rájuk kiált, elejtik a tévét és a szobrot, és elhajtanak. A szobrot visszacipeli Kikihez, aki erősen meg van kötözve tengerészcsomókkal, amiket Paul nem tud kioldozni. Kiki elmondja neki, hogy a szobrot és a tévét két ismerőse, Neil és Pepe (Cheech és Chong) megvette 200 dollárért. Kiki azt mondja neki, hogy Marcy a szobájában van. Paul odamegy és elkezdi mesélni Parcynak a történteket, meg hogy sajnálja, hogy elment, de amikor hozzáér a lány kezéhez, hidegnek találja. Marcy egy doboz altatót vett be és minden bizonnyal meghalt. Paul Marcy combján egy tetoválást vesz észre, ami nagyon hasonlít a Tom lakáskulcsán található halálfejre. Amikor lassan lehúzza a lányról a takarót, a lány bőre hibátlan, nincs rajta égési nyom. Paul kihívja a rendőrséget, de nem várja meg azok érkezését. A lányt betakarja. Kiki és a fiúja, Horst (Will Patton) közben egy Club Berlin nevű helyre mentek. Paul utánuk megy, mert szeretné elmondani Kikinek, hogy Marcy meghalt, de a klubban le akarják nyírni a haját, ezért elmenekül.
Visszamenne a Terminal Bar-ba, de az zárva van. Kint a pincérnő, Julie (Teri Garr) felhívja magához. Elmondja, hogy van még egy állása, de azt sem szereti. Közben lerajzolja Paul arcképét. Egyszer csak a nő hisztérikusan reagál Paul egyik ártatlan megjegyzésére, ezért Paul elmegy. Visszamegy Tom bárjába, Tom azonban éppen akkor tudja meg, hogy volt barátnője, Marcy öngyilkos lett, ezért elfelejti odaadni a megígért pénzt Paulnak, de visszaadja a kulcsát.
Paul visszamegy Kiki lakására, ahol letépi a papírszoborról a húszdollárost. Közben az utcán zseblámpákkal világító embereket vesz észre, akik a környék lakásainak kifosztóit keresik.
Az utcán egy másik szőke hajú nővel találkozik, ő Gail (Catherine O'Hara), aki éppen kiszáll egy taxiból és az ajtó nyitásakor Paul könyöke megsérül, annyira, hogy vérezni kezd. Az autót ugyanaz a taxis vezeti, aki Pault idehozta. Amikor Paul örömmel mutatja neki, hogy meglett az elveszett húszdollárosa, a taxis kikapja a kezéből a pénzt és elhajt. A nő felajánlja, hogy ellátja a sebet, ezért elmennek a nő lakására.  Itt Paul telefonálni szeretne valakinek, ezért előbb a tudakozót hívja, a nő azonban hangosan számokat mond, ezért nem tudja megjegyezni a telefonszámot. Amikor Paul leveszi az ingét, a vállára ragadva egy újság darabja lesz látható. A cikk szerint a belvárosban a feldühödött tömeg meglincselt egy nem azonosítható férfit. A nő le akarja tépni (majd leégetni) a papírt, de Paul nem engedi.
A nő felajánlja neki, hogy a fagylaltoskocsijával hazaviszi. A nő az utcán azonban egy sárga falragaszt vesz észre, majd hirtelen a kocsijába vágja magát. Paul felismeri, hogy a falragasz őt ábrázolja (Julie rajza alapján) és őt gyanúsítják a betörésekkel. Fejvesztve menekülni kezd a csőcselék elől, akik meg akarják lincselni. Egy férfi járókelőtől segítséget kér, aki fel is viszi a lakására, de azt hiszi, hogy szexuális kalandot akar tőle. Paul felhívja a rendőrséget, de nem veszik komolyan, hogy életveszélyben van.
Paul eljut a büfébe, ahol Marcyval voltak, és ott Tommal találkozik, akit megkér, hogy tanúsítsa, ő nem betörő. Tom megígéri neki, azonban az utcán a csőcselékkel találkozik, akiket a büféhez irányít. A büfébe egy színes hajú nő(?) egy meghívót ad Paulnak egy kiállításról, amit a Club Berlinben rendeznek. Amikor a csőcselék a büféhez közelít, Paul elmenekül és a meghívóval bejut a Club Berlinbe (korábban az ajtónálló nehézségeket támasztott, mert nem punk-stílusú a haja).
Bent csak egy vendég van, egy nő, és egy ázsiai származású csapos, aki jelzi neki, hogy hamarosan zárnak, és bizalmasan azt is elárulja, hogy felszedheti a nőt. Paul utolsó negyeddollárosával beindítja a zenegépet, majd táncra kéri a nőt. A csőcselék hamarosan odaér. Paul menekülne, de kijárat nincs, csak a pincébe mehetnek, ahol a nő lakik. Mielőtt a csőcselék ide leérne, a nő a szobrásznőhöz hasonlóan papírcsíkokkal borítja be Paul testét, ezért hasonlóan néz ki, mint a korábban látott szobor.
Nemsokára odaérnek a betörőket kereső lakók, azonban Pault nem veszik észre az álca alatt. A nőismerőse a szája elé is papírcsíkot tesz, amikor Paul ki akarna szabadulni, és azt mondja neki, hogy körülnéz fent, elég biztonságos-e kimennie Paulnak. Amíg a nő távol van, egy csatornafedő elmozdításával ide is betörnek a környéket kifosztó betörők, akiket a lakók meg akarnak lincselni. Egyikük észreveszi a „szobrot” és társa tiltakozása ellenére magukkal viszik, mondván, hogy a művészet is értéket képvisel (és jól eladható).
A „szobrot” a többi tárggyal együtt begyömöszölik a teherautójukba, majd elhajtanak. Az egyik kereszteződésben az autó hátsó ajtaja kinyílik, a „szobor” az aszfaltra esik és összetörik. A romok közül Paul kászálódik elő. Éppen a munkahelye ajtajánál áll.
|  | Itt a vége a cselekmény részletezésének! |

## Szereplők
| Színész          | Szerep                                  | Magyar hang    |
| ---------------- | --------------------------------------- | -------------- |
| Griffin Dunne    | Paul Hackett                            | Epres Attila   |
| Rosanna Arquette | Marcy Franklin                          | Eszenyi Enikő  |
| Teri Garr        | Julie                                   | Igó Éva        |
| John Heard       | Tom Schorr                              | Balkai Géza    |
| Catherine O’Hara | Gail                                    | Básti Juli     |
| Linda Fiorentino | Kiki Bridges                            | Kovács Nóra    |
| Verna Bloom      | June                                    | Kiss Mari      |
| Tommy Chong      | Pepe                                    | Eszes Sándor   |
| Cheech Marin     | Neil                                    | Faragó József  |
| Will Patton      | Horst                                   |                |
| Martin Scorsese  | a Club Berlin reflektorkezelője (cameo) | nem szólal meg |

## A film készítése
A film Joseph Minion forgatókönyvén alapszik, amit egy filmes kurzus keretében készített a Columbia University-n. Joseph Minion 26 éves volt, amikor a filmet forgatták. Eredetileg "Lies" volt a címe (=hazugságok) Joe Frank 1982-es monológja után, ami „megihlette” a történetet (a film első fél órájának története gyakorlatilag megegyezik azzal).
A filmet eredetileg Tim Burton rendezte volna, de Scorsese elolvasta a forgatókönyvet, amikor nem tudott pénzügyi támogatókat szerezni a Krisztus utolsó megkísértése című filmje befejezéséhez. Burton örömmel átadta neki a helyet, amikor Scorsese kijelentette, hogy szeretné megrendezni a filmet. A Lidérces órák volt az első olyan film  Scorsese rendezésében tíz év óta, amiben nem Robert De Niro volt a főszereplő.
A Paul és a Club Berlin ajtónállójának párbeszéde Franz Kafka A törvény kapujában című elbeszélésének adaptációja (ami A per című regényének része).
Michael Powell brit rendező sokszor megjelent a film forgatása közben. Ő és a film vágója, Thelma Schoonmaker nem sokkal később összeházasodtak.
Még a forgatáskor sem volt eldöntve a film befejezése. Michael Powell azt mondta: „A munkahelyén kellene befejezni”, ezt azonban eleinte elvetették, mert kevéssé volt valószínű. Több befejezést kipróbáltak, ezek közül néhányat fel is vettek, de az egyetlen olyan, ami mindenki szerint megfelelő volt, az lett, amikor Paul a kalandok végén a munkahelye előtt bukkan fel, amint az új nap megkezdődik.

## Fogadtatás
A film összbevétele az Egyesült Államokban 10 609 321 dollár volt. Bár a közönség nem fogadta lelkesen, a kritikusok szerint Scorsese egyik „alulértékelt” filmje. A film meghozta Scorsese számára az 1986-os „legjobb rendező” díjat a Cannes-i Filmfesztiválon, és lehetővé vált számára a Krisztus utolsó megkísértése megrendezése. A filmkritikusok véleményét összegző Rotten Tomatoes 92%-ra értékelte. Roger Ebert filmkritikus a Lidérces órák-ra 4 csillagot adott a lehetséges 4-ből, és pozitívan nyilatkozott róla, mint az év egyik legjobb filmjéről, és hozzátette: „A film folytatja Scorsese azon törekvését, hogy összekombinálja a vígjátékot a szatírával.” Később hozzáadta a filmet a  személyes „Legjobb filmek” listájához. A The New York Times-ban Vincent Canby a filmet vegyesen értékelte.

## Bírósági per
Joe Frank, a rádióban tevékenykedő művész bírósági indítványt adott be, amiben azt állította, hogy a film első 30 perce másolat az ő 1982-es NPR Playhouse monológjából, aminek a címe „Lies” (=hazugságok). Később Frank visszavonta a beadványt, és bár hivatalosan nem ismerték el, „jól megfizették”.

## Zeneszámok listája
1. "Symphony No. 45 in D Major, K. 95 (K. 73n): 1st movement" – Wolfgang Amadeus Mozart
2. "Air on the G String (Air From Suite No. 3)" Johann Sebastian Bach műve
3. "En la Cueva" – előadó: Cuadro Flamenco
4. "Sevillanas" – előadó: Manitas de Plata
5. "Someone to Watch over Me" – előadó: Robert and Johnny
6. "You're Mine" Written by Robert Carr and Johnnie Mitchell, – előadó: Robert and Johnny
7. "We Belong Together"  – előadó: Robert and Johnny
8. "Angel Baby" írta Rosie Hamlin  – előadó: Rosie and the Originals
9. "Last Train to Clarksville"  írta Tommy Boyce and Bobby Hart – előadó: The Monkees
10. "Chelsea Morning"  írta Joni Mitchell – előadó: Joni Mitchell
11. "I Don't Know Where I Stand"  írta  Joni Mitchell – előadó: Joni Mitchell
12. "Over the Mountain and Across the Sea"  – előadó: Johnnie and Joe
13. "One Summer Night"  írta  Danny Webb  – előadó: The Danleers
14. "Pay to Cum" – Bad Brains
15. "Is That All There Is" – Peggy Lee

## Fordítás
- Ez a szócikk részben vagy egészben  az   After Hours (film) című angol Wikipédia-szócikk fordításán alapul.  Az eredeti cikk szerkesztőit annak laptörténete sorolja fel. Ez a jelzés csupán a megfogalmazás eredetét és a szerzői jogokat jelzi, nem szolgál a cikkben szereplő információk forrásmegjelöléseként.